# Jora
Jora (Aegithina) je rod převážně hmyzožravých pěvců, kteří obývají zalesněná a křovinatá stanoviště jižní a jihovýchodní Asie. Jory byly tradičně sdružovány do čeledi sýkavkovitých (Chloropseidae), s nimiž jsou nicméně na základě genetických analýz jen vzdáleně příbuzné. Rod jora je řazen do samostatné čeledi jorovitých (Aegithinidae) a zahrnuje čtyři druhy:
- Aegithina lafresnayei (Hartlaub, 1844) – jora velká,
- Aegithina nigrolutea (G. F. L. Marshall, 1876) – jora černohlavá,
- Aegithina tiphia (Linnaeus, 1758) – jora černokřídlá,
- Aegithina viridissima (Bonaparte, 1850) – jora zelená.

Samci alespoň některých druhů během námluv předvádějí složitý akrobatický let, při němž nejprve strmě vyletí vzhůru a následně přejdou do pádu, během něhož načepýří peří.